# Afrocyclops
Afrocyclops là một chi động vật giáp xác Copepoda thuộc họ Cyclopidae, có các loài sau:
- Afrocyclops alter Kiefer, 1935
- Afrocyclops curticornis (Kiefer, 1932)
- Afrocyclops doryphorus (Kiefer, 1935)
- Afrocyclops gibsoni (Brady, 1904)
- Afrocyclops ikennus Onabamiro, 1957
- Afrocyclops lanceolatus Kiefer, 1935
- Afrocyclops pauliani Lindberg, 1951
- Afrocyclops propinquus (Kiefer, 1932)
- Afrocyclops sparus Dussart, 1974